# Stourton (Wiltshire)
Stourton – wieś w Anglii, w hrabstwie Wiltshire. Leży 38 km na zachód od miasta Salisbury i 160 km na zachód od Londynu. Stourton jest wspomniana w Domesday Book (1086) jako Stortone.